# 1962-es magyar gyeplabdabajnokság
Az 1962-es magyar gyeplabdabajnokság a harminckettedik gyeplabdabajnokság volt. A bajnokságban hat csapat indult el, a csapatok két kört játszottak.

## Tabella
| #  | Csapat                 | M  | Gy | D | V | G+ | G- | P  |
| -- | ---------------------- | -- | -- | - | - | -- | -- | -- |
| 1. | Bp. Építők             | 10 | 7  | 1 | 2 | 15 | 3  | 15 |
| 2. | BVSC                   | 10 | 6  | 1 | 3 | 13 | 10 | 13 |
| 3. | Építők Rózsa Ferenc SK | 10 | 3  | 4 | 3 | 10 | 7  | 10 |
| 4. | Kinizsi Sörgyár SK     | 10 | 2  | 4 | 4 | 8  | 8  | 8  |
| 5. | Bp. Postás             | 10 | 3  | 2 | 5 | 11 | 14 | 8  |
| 6. | Gödöllői Ganz-Vasas    | 10 | 2  | 2 | 6 | 4  | 19 | 6  |

* M: Mérkőzés Gy: Győzelem D: Döntetlen V: Vereség G+: Ütött gól G-: Kapott gól P: Pont